# Giudicati

Sardische vlag

De giudicati of de vier Sardische provincies vormden in de middeleeuwen het lokale bestuur in het koninkrijk Sardinië. Ze bestonden tussen de 9e en de 14e eeuw. Men mag ze niet verwarren met de huidige acht provincies van de autonome regio Sardinië binnen de republiek Italië.
De vier giudicati waren:
- Calari, met hoofdplaats Cagliari
- Gallura, met hoofdplaats Olbia
- Arborea, met hoofdplaats Oristano
- Logudoro, met hoofdplaats Porto Torres

Van deze vier giudicati was Arborea de machtigste. Ze ontstonden als provincies van het Byzantijnse Rijk en bleven bestaan onder het bestuur van de Republiek Pisa en de Republiek Genua. Binnen de Kroon van Aragón, die Sardinië ten slotte in zijn rijk van veel volkeren kreeg, behield het machtige Arborea het langst zijn autonomie.
De giudicati werden bestuurd door een giudice, een rechter. De giudice ontving van het volk zijn ambt en hij kon nooit de provincie als zijn privé-bezit claimen (wat middeleeuwse vorsten wel deden). Dit nam niet weg dat sommige giudici regeerden als vorsten. Van alle stadhouders van Arborea was Mariano IV (1317-1375) de machtigste heerser.